# Liste des réserves de biosphère en Micronésie
Cet article recense les réserves de biosphère en Micronésie.

## Statistiques
En 2023, la Micronésie compte deux réserves de biosphère.

## Liste
La liste suivante recense les réserves de biosphère de Micronésie en 2023.
| Réserve de biosphère | État    | Création | Superficie (km²) | Notes | Illustration |
| -------------------- | ------- | -------- | ---------------- | ----- | ------------ |
| Atoll And (en)       | Pohnpei | 2007     | 950              |       |              |
| Utwe                 | Kosrae  | 2005     | 1 773            |       |              |